# Комитант
Комитант (конкомитант) — отображение {\displaystyle f\colon A\to B}, инвариантное относительно действия заданной группы {\displaystyle G} на множествах {\displaystyle A} и {\displaystyle B}, то есть для всех {\displaystyle \sigma \in G} и {\displaystyle x\in A} выполнено {\displaystyle \sigma (f(x))=f(\sigma (x))}. В определении используется то, что действие группы на {\displaystyle A} и {\displaystyle B} естественным образом распространяется на множество всех отображений {\displaystyle A\to B}.
В классической теории инвариантов понимается в более узком смысле: рассматривается действие полной линейной группы какого-либо конечномерного пространства {\displaystyle U} на пространствах тензоров {\displaystyle A} и {\displaystyle B} на {\displaystyle U} — комитантом для него будет эквивариантное полиномиальное отображение {\displaystyle A\to B}. Если {\displaystyle B} является пространством контравариантных тензоров, то такой комитант называется контравариантом, если, соответственно, ковариантных, то ковариантом.